# World Club Challenge 2020
Le World Club Challenge 2020, nommé commercialement 2020 Betfred World Club Challenge, est une rencontre de rugby à XIII opposant le club anglais de St Helens et le club australien des Sydney Roosters le 22 février 2020 au Totally Wicked Stadium de St Helens. Ce match oppose le vainqueur de la Super League au vainqueur de la National Rugby League qui sont les deux compétitions majeures de clubs de rugby à XIII dans le monde. C'est la troisième fois que ces deux équipes s'affrontent dans cette compétition après les éditions 1976 et 2003.
Chacune des deux équipes a remporté leurs championnats respectifs lors de la saison 2019 pour pouvoir prendre part à cette rencontre. Les Sydney Roosters sont également tenants du titre du World Club Challenge grâce à leur victoire 20-8 contre les Warriors de Wigan lors de l'édition 2019.

## Avant match

### St Helens
St Helens remporte la saison régulière de la Super League en 2019 puis s'impose en demi-finale contre Wigan puis en finale contre Salford, sans perdre un seul match à domicile au Totally Wicked Stadium. L'artisan de ce succès, l'entraîneur Justin Holbrook quite le club à lintersaison pour prendre en main le club australien des Titans de Gold Coast, il est remplacé par son compatriote Kristian Woolf.
Pour la rencontre du World Club Challenge, St Helens annoncent les forfaits pour blessure en rencontres de pré-saison de Lachlan Coote, Mark Percival et de Regan Grace (épaule), remplacés numériquement par Jack Welsby, James Bentley et Matty Costello, mais compte sur le retour de leur capitaine James Roby. L'entraîneur, Kristian Woolf, arrivé à l'intersaison, déclare que « Les Roosters sont la meilleure équipe du monde et même de ces deux dernières années, ils ont dominé la NRL et ils ont ce qu'on peut considérer comme les meilleurs joueurs du monde, c'est un formidable challenge ».

### Sydney Roosters
Les Roosters de Sydney terminent seconds de la saison régulière derrière Melbourne. En phase finale, ils battent les Rabbitohs de South Sydney, Melbourne puis en finale les Raiders de Canberra.
Pour la rencontre du World Club Challenge, les Roosters de Sydney subit le départ de l'un de ses meilleurs joueurs, Latrell Mitchell, parti rejoindre les Rabbitohs de South Sydney, et la retraite de Cooper Cronk.

## Match

### Résumé du match
Homme du match :  Luke Keary
Points marqués :

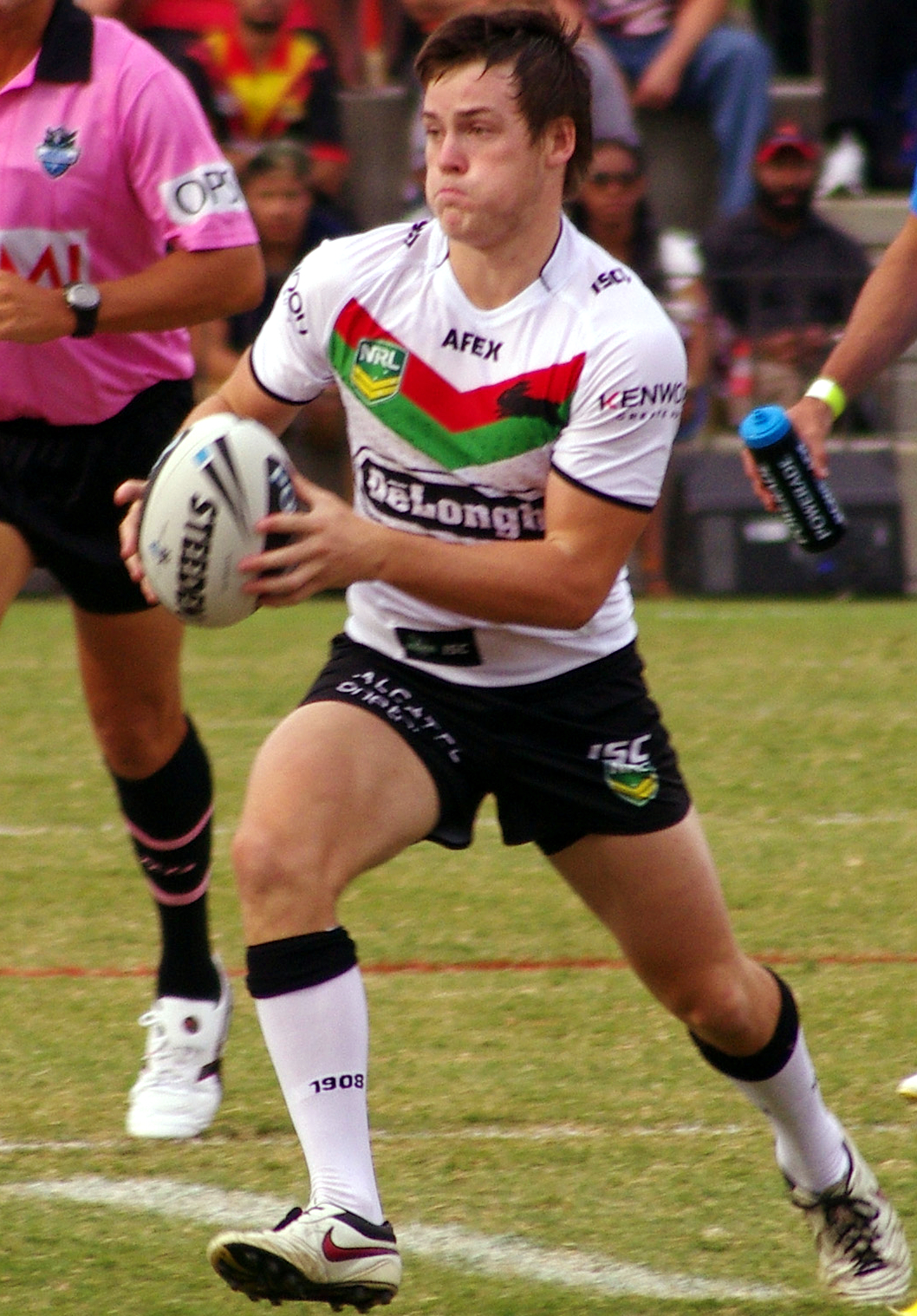
Luke Keary, homme du match et auteur d'un essai décisif.

- St Helens : 2 essais de Thompson (6e) et Walmsley (79e); 2 transformations de Makinson (6e et 79e).
- Sydney Roosters : 4 essais de Tupou (11e), Manu (20e, 61e), Keary (68e); 1 transformation de Taukeiaho (66e); 1 pénalité de Taukeiaho (73e)

Évolution du score : 6-0, 6-4, 6-8 mt, 6-12, 6-18, 6-20, 12-20
Arbitre :  Chris Kendall
La finale est arbitrée par l'Anglais Chris Kendall qui officie en Super League. Les Roosters de Sydney partent favoris dans une rencontre où sur les onze dernières éditions, neuf ont été remportées par des clubs de National Rugby League, seuls Leeds en 2012 et Wigan en 2017 parviennent à conquérir le trophée. Devant une affluence de 16 108 spectateurs au Totally Wicked Stadium de St Helens, ce sont les locaux qui ouvrent le score par l'intermédiaire de Luke Thompson sur une passe décisive du Français Théo Fages à la 6e minute, essai transformé par Makinson. Les Roosters répliquent rapidement par un essai en coin de Daniel Tupou à la 11e minute mais sa transformation est ratée par Kyle Flanagan dont la tentative tape le poteau. À la 20e minute, une percée au centre à la suite d'une combinaison entre Jake Friend et James Tedesco côté Roosters amène un essai en coin de Joseph Manu, dont la transformation de Flanagan est de nouveau repoussé par la transversale cette fois-ci permettant aux Roosters de prendre l'avantage 8-6 à la mi-temps.
Au retour des vestiaires, St Helens mettent la main sur le ballon et joue durant vingt minutes dans le camp des Roosters qui repoussent chacun des assauts. Malgré cette domination, ce sont les Roosters qui parviennent à inscrire un essai par l'intermédiaire de Manu à la 61e minute et augmentent leur avantage à 12-6 puisque Flanagan rate sa troisième tentative de transformation. Cet essai affecte psychologiquement St Helens qui perd alors le contrôle du ballon et du match et permet aux Roosters d'enfoncer le clou sept minutes plus tard avec un quatrième essai inscrit par Luke Keary transformé par Sio Siua Taukeiaho portant le score à 18-6 puis 20-6 par une nouvelle pénalité de Taukeiaho. St Helens trouve dans les dernières minutes la volonté de poursuivre son effort et réduit la marque à 20-12 par un essai en force d'Alex Walmsley transformé par Makinson.
Luke Keary, auteur de l'essai décisif, est désigné homme du match et les Roosters de Sydney deviennent la première équipe de l'histoire à conserver ce trophée et la première équipe à s'imposer à cinq reprises dans cette compétition après ses titres en 1976, 2003, 2014 et 2019.

## Compositions des équipes
| St Helens      | St Helens                 | Position         | Sydney Roosters         | Sydney Roosters |
| n°             | Joueur                    | Position         | Joueur                  | n°              |
| -------------- | ------------------------- | ---------------- | ----------------------- | --------------- |
| #22            | Jack Welsby               | Arrière          | James Tedesco           | #1              |
| #2             | Tommy Makinson            | Ailier           | Daniel Tupou            | #2              |
| #3             | Kevin Naiqama             | Centre           | Angus Crichton          | #14             |
| #20            | James Bentley             | Centre           | Joseph Manu             | #4              |
| #21            | Matthew Costello          | Ailier           | Brett Morris            | #5              |
| #6             | Jonny Lomax               | Demi d'ouverture | Luke Keary              | #6              |
| #7             | Théo Fages                | Demi de mêlée    | Kyle Flanagan           | #7              |
| #8             | Alex Walmsley             | Pilier           | Jared Waerea-Hargreaves | #8              |
| #9             | James Roby                | Talonneur        | Jake Friend             | #20             |
| #10            | Luke Thompson             | Pilier           | Sio Siua Taukeiaho      | #17             |
| #11            | Zeb Taia                  | Deuxième ligne   | Sitili Tupouniua        | #19             |
| #12            | Dominique Peyroux         | Deuxième ligne   | Mitchell Aubusson       | #12             |
| #15            | Morgan Knowles            | Troisième ligne  | Victor Radley           | #13             |
| #13            | Louie McCarthy-Scarsbrook | Remplaçant       | Sam Verrills            | #9              |
| #15            | Matty Lees                | Remplaçant       | Isaac Liu               | #10             |
| #18            | Joseph Paulo              | Remplaçant       | Nat Butcher             | #16             |
| #19            | Aaron Smith               | Remplaçant       | Lindsay Collins         | #17             |
| Kristian Woolf | Kristian Woolf            | Entraîneur       | Trent Robinson          | Trent Robinson  |